# The Holy Modal Rounders

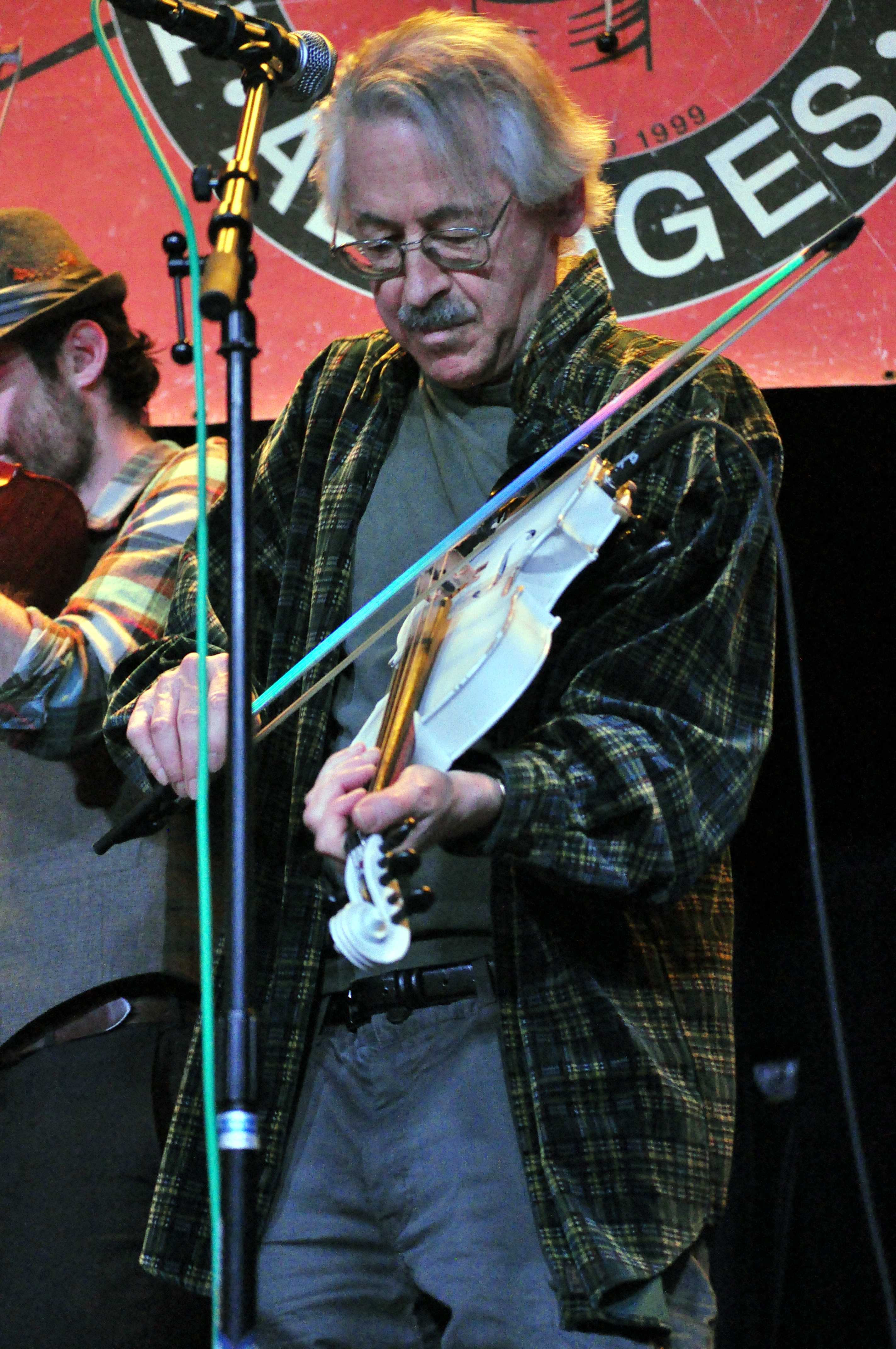
Peter Stampfel de The Holy Modal Rounders

The Holy Modal Rounders fue un grupo de música folk estadounidense, originalmente un dúo formado por Peter Stampfel y Steve Weber, quienes empezaron a actuar juntos en el Lower East Side en la ciudad de Nueva York a principios de los años 1960. Su mezcla única de música del renacimiento del folk y psicodelia les granjeó un seguimiento de culto desde finales de los años 1960s hasta finales de los 1970s. Durante algún tiempo el grupo también incluyó en su formación al dramaturgo y actor Sam Shepard.

## Origen del nombre
Stampfel explicó el origen del nombre en el webzine Perfect Sound Forever:
Seguimos cambiando el nombre. Primero fue The Total Quintessence Stomach Pumpers. Después The Temporal Worth High Steppers. Después The Motherfucker Creek Babyrapers. Ese nombre fue solo una broma. Él era Rinky-Dink Steve the Tin Horn y yo era Fast Lightning Cumquat. Él era Teddy Boy Forever y yo era Wild Blue Yonder. Seguimos cambiando los nombres. Después fue The Total Modal Rounders. Entonces cuándo estábamos colocados de marihuana alguien, quizás Steve Close, dijo Holy Modal Rounders por error. Nos seguimos poniendo nombres diferentes y esperamos hasta que alguien empezara a llamarnos de aquel modo. Cuando llegamos a Holy Modal Rounders, todos decidieron por acumulación [sic] que éramos The Holy Modal Rounders. Esa es la forma más práctica de conseguir un nombre.

## Carrera
Stampfel y Weber fueron presentados el uno al otro por Antonia, figura de Greenwich Village que también escribió o co-escribió muchas de sus canciones. Su primer álbum, The Holy Modal Rounders, publicado en 1964, incluía su versión de "Hesitation Blues", en cuya letra aparece por primera vez en la música popular el término psicodélico (psychedelic, pronunciado en ella "psycho-delic"). Poco después de la publicación de su segundo álbum, The Holy Modal Rounders 2, en 1965,  se unieron a Ed Sanders y Tuli Kupferberg en The Fugs por un corto periodo de tiempo. Sus grabaciónes con The Fugs en 1965 se encuentran en los álbumes The Village Fugs, Virgn Fugs, y Fugs 4, Rounders Score. Weber escribió el clásico de culto "Boobs a Lot" para The Fugs, que los Rounders grabaron más tarde en el álbum Good Taste Is Timeless.
Después de abandonar The Fugs, los Rounders se reagruparon incorporando a Sam Shepard y Lee Crabtree para grabar su tercer álbum, Indian War Whoop, y aparecieron en la obra de Shepard Forensic. Su cuarto álbum, The Moray Eels Eat the Holy Modal Rounders, grabado en 1968, incluyó la canción "Bird Song" (esencialmente la canción de Ray Price "You Done Me Wrong" con las letras modificadas), que apareció en la película de Dennis Hopper Easy Rider. En 1968, la banda interpretó "You've Got the Right String but the Wrong Yo Yo" en la serie de TV Laugh-In, con la presencia de los gandules ancianos interpretados por Ruth Buzzi y Arte Johnson.
En 1970, Robin Remailly y Dave Reisch se unieron a la banda, que se trasladó a Boston y después a Oregón, incorporando a Ted Deane, Roger North, y Jeff "Skunk" Baxter. Stampfel se quedó en Nueva York pero tocó y grabó con la banda ocasionalmente. El quinto álbum de la banda, Good Taste Is Timeless, fue publicado en 1971 por Metromedia, y el sexto, Alleged in Their Own Time, lo publicó Rounder Records en 1975.

## Historia posterior
Stampfel formó la efímera banda Unholy Modal Rounders (1975 - 1977) con Kirby Pines, Charlie Messing, Jeff Berman y Paul Presti. El grupo fue parte de Have Moicy!, una colaboración con Michael Hurley, Jeffrey Frederick y los Clamtones.
Después de publicar Last Round en 1978, los Holy Modal Rounders se separaron de nuevo. Stampfel y Weber se reunieron brevemente para grabar Going Nowhere Fast (1980).
Mientras trabajaba para su mujer Betsy Wollheim como lector editorial en DAW Books, Stampfel formó The Bottle Caps, publicando Peter Stampfel and the Bottlecaps (1986), The People's Republic of Rock n' Roll  (1989), y un álbum de clásicos, You Must Remember This (1994). Ganó un Premio Grammy en 1998 por escribir parte de las notas de álbum para la reedición en CD de la Antología de música folk americana. Cuándo le preguntaron si tenía algo planeado con su premio, afirmó a The New York Times "Voy a poner miel en el mío y lamerla."
The Holy Modal Rounders siguieron juntos durante 20 años sin Stampfel, habiéndose trasladado la banda a Portland, Oregón, mientras que Stampfel se había quedado en Nueva York. La banda hizo giras por los Estados Unidos y Escandinavia pero se mantuvo establecida en Portland, todavía como The Holy Modal Rounders. Algunos fanes les pusieron el sobrenombre "The Electric Rounders", ya que al igual que hicieron otras muchas bandas, cambiaron su sonido acústico para atraer a audiencias más grandes.
Stampfel y Weber se reunieron de nuevo bajo el nombre original de los Rounders para Too Much Fun en 1999. Desde entonces, Stampfel ha publicado discos con los Du-Tels (No Knowledge of Music Required, 2001) y The Bottle Caps (The Jig Is Up, 2004). Continúa en activo musicalmente, tocando con una serie de grupos mayoritariamente en la ciudad de Nueva York. En 2008 algunos de los conciertos de un tour en el Noroeste del Pacifico se programaron para ser  publicados por Frederick Productions en 2009. En 2010 publicó su álbum Dook of the Beatniks.
Weber trabajó posteriormente en material en solitario, según afirmaron personas que le conocían. En 2005, Frederick Productions/Red Newt Records publicaron Steve Weber and the Holy Modal Rounders, B.C. Extraído a partir de un programa de radio de 1976 de Vancouver, BC, este es el único álbum comercial en el que aparecen Weber y la banda completa de Portland en su apogeo. En los últimos años también han emergido un cierto número de álbumes en vivo de los Rounders.
En 2006 se publicó una película documental, The Holy Modal Rounders: Bound to Lose, dirigida por Paul Lovelace y producida por Sam Douglas. La película muestra una aproximación a las vidas de Weber y Stampfel, así como su carrera como The Holy Modal Rounders. Aun así, después de que se publicara la película Weber afirmó públicamente que ésta ofreció una tergiversación de su persona y que los directores lo emborracharon deliberadamente para hacerle hacer el ridículo. Weber dijo que la película destruyó a The Holy Modal Rounders, tensó las relaciones en la banda e hizo que cualquier reencuentro futuro fuera imposible. 
Weber murió el 7 de febrero de 2020, a los 76 años de edad, en Mount Clare, Virginia Occidental.

## Discografía
| Álbumes de estudio - The Holy Modal Rounders (1964) - The Holy Modal Rounders 2 (1965) - Indian War Whoop (1967) - The Moray Eels Eat The Holy Modal Rounders (1968) - Good Taste Is Timeless (1971) - Alleged in Their Own Time (1975) - Last Round (1978) - Going Nowhere Fast (1980) - Too Much Fun! (1999) | Colaboraciones - Have Moicy! (1976) Compilaciones - I Make a Wish for a Potato (2001) Álbumes en vivo - Live in 1965 (2002) - Bird Song: Live 1971 (2004) - Steve Weber and the Holy Modal Rounders, B.C. (2005) |